# 曹火星
曹火星（1924年10月18日—1999年4月16日），男，河北平山人，中國作曲家。

## 生平

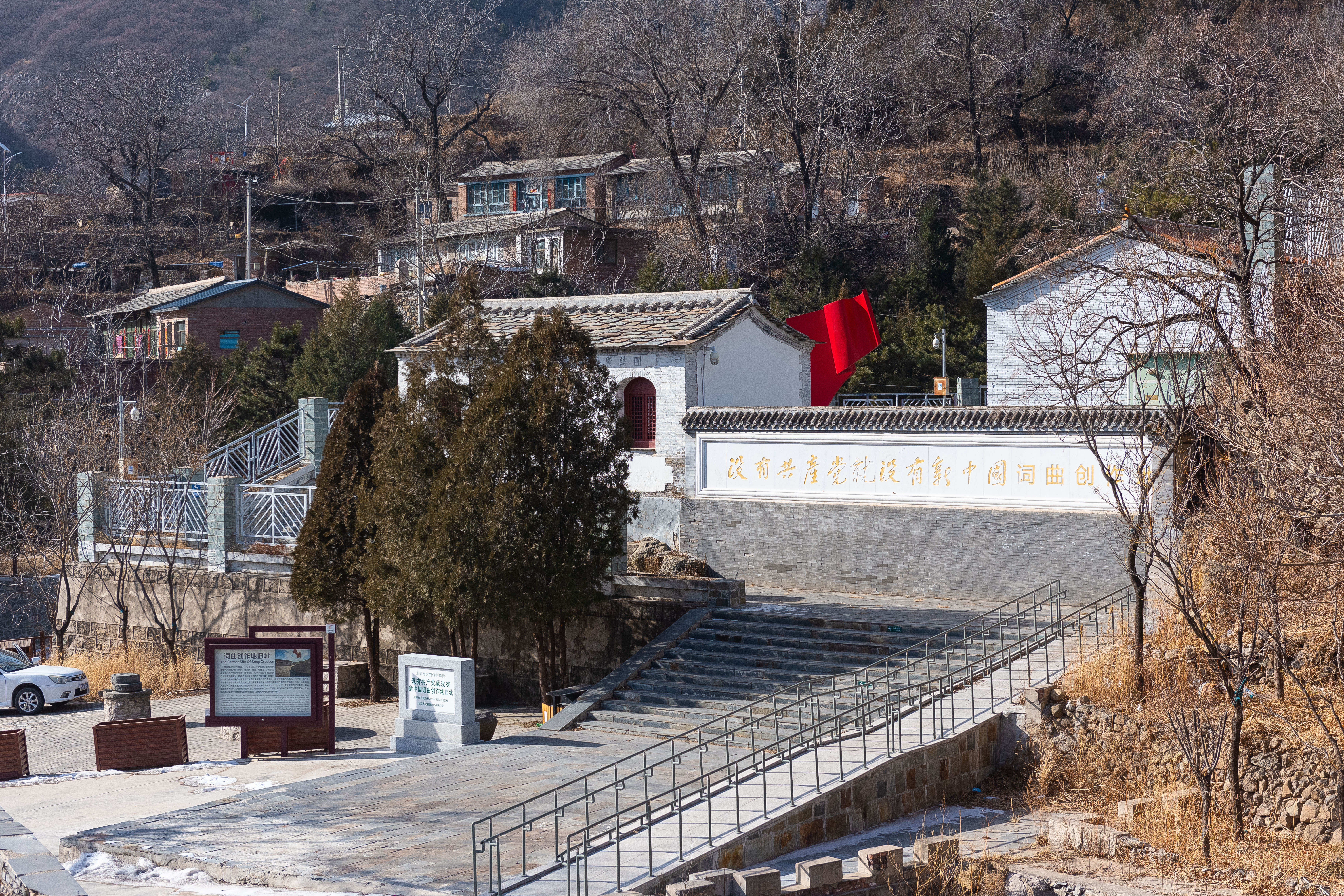
曹火星创作《没有共产党就没有新中国》的堂上村中堂庙

曹火星原名曹峙，1938年2月加入中國共產黨，同年4月加入鐵血劇社，其后取“星星之火可以燎原”之意改名为曹火星。1940年就讀華北聯合大學文藝學院音樂系。1943年在北平郊區霞云岭乡堂上村（现属房山区）創作《沒有共產黨就沒有新中國》。1952年后主要从事作曲和行政工作，历任天津歌舞团团长、创作组组长、天津歌舞剧院副院长、院长。1956年至1958年在中央音乐学院专家班学习作曲。在文化大革命期間被打成“走资本主义的当权派”，被关进了「牛鬼蛇神棚」，每天打扫厕所，被人拿着木棍往死裡打，8年後被平反。畢生創作1,500多首歌曲。

## 纪念
2008年6月27日，以这首歌为主题的歌史陈列馆在曹火星家乡平山县西岗南村正式落成。12月26日开馆半年之际，由原中共中央政治局常委、全国政协主席李瑞环题写的“曹火星纪念馆”开始启用，至此《没有共产党就没有新中国》歌史陈列馆正式更名为曹火星纪念馆。

## 家庭
子女有曹紅雯、曹紅怡等。

## 主要作品
- 《沒有共產黨就沒有新中國》
- 《我們的祖國到處是春天》
- 《人民總理人民愛》
- 《擁護共產黨》
- 《我願》